# Kanton Savenay
Savenay is een voormalig kanton van het Franse departement Loire-Atlantique. Het kanton maakte deel uit van het arrondissement Saint-Nazaire. Het werd opgeheven bij decreet van 25 februari 2014 met uitwerking op 22 maart 2015.

## Gemeenten
Het kanton Savenay omvatte de volgende gemeenten:
- Bouée
- Campbon
- La Chapelle-Launay
- Lavau-sur-Loire
- Malville
- Prinquiau
- Quilly
- Savenay (hoofdplaats)